# Volvo Women's Open 1993
Volvo Women's Open 1993 — жіночий тенісний турнір, що проходив на відкритих кортах з твердим покриттям Dusit Resort Hotel у Паттайї (Таїланд). Належав до турнірів 4-ї категорії в рамках Туру WTA 1993. Відбувсь утретє і тривав з 12 квітня до 18 квітня 1993 року. Восьма сіяна Яюк Басукі здобула титул в одиночному розряді, свій другий на цьому турнірі (перший був 1991 року), й отримала 18 тис. доларів США.

## Фінальна частина

### Одиночний розряд
Яюк Басукі —  Маріанн Вердел 6–3, 6–1
- Для Басукі це був 1-й титул в одиночному розряді за сезон і 3-й — за кар'єру.

### Парний розряд
Кеммі Макгрегор /   Катрін Суїр —  Патті Фендік /  Мередіт Макґрат 6–3, 7–6(7–3)